# 電能實業

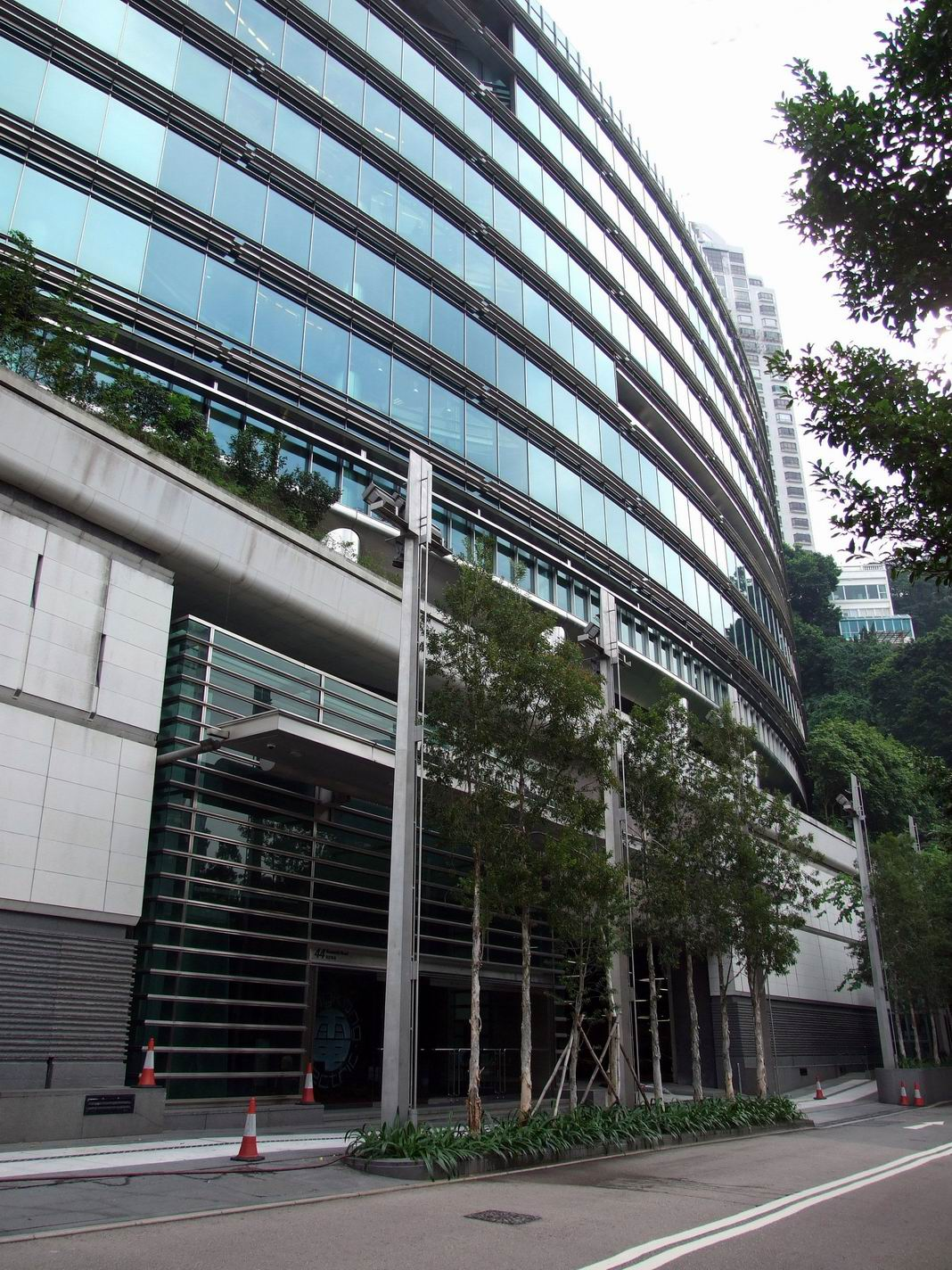
港燈中心

電能實業有限公司（港交所：6，簡稱電能實業；2011年2月16日易名前稱為香港電燈集團有限公司，簡稱港燈），成立於1976年，也就是由香港電燈有限公司組成控股公司，屬長江和記實業有限公司成員之一。電能實業包括有香港電燈有限公司（簡稱港燈）、電能投資有限公司、港燈協聯工程有限公司及若干附屬公司。大股東為長江和記實業有限公司透過長江基建持有，現任董事局主席為霍建寧。2009年除稅後的綜合淨溢利為66億9千7百萬港元。
2015年9月8日，電能實業計劃與母公司長江基建合併，過程指出，該公司把會以1股換取1.04股長江基建股份，其次長江基建把會派發5港元股息，在股東大會批准後，更名「長江基建實業（集團）有限公司」（英語：CK Infrastructure Assets (Holdings) Limited），其次會撤銷上市。
2015年10月7日，電能實業計劃與母公司長江基建合併事項，把原有1.04股和派發5港元股息，分別提高至以1股換取1.066股長江基建股份，和派發7.5港元股息，原因是受到投資者提出意願。
2015年11月24日，電能實業計劃與母公司長江基建合併事項，在股東大會不獲通過，電能小股東陳女士和蘇先生向記者指出，由於合併換股比例1:1.066不合理，應提高至1:1.1，加上陳女士持有電能實業股票達至30多年不等，此外需要提高至8、9港元才成事而Institutional Shareholder Services和GlassLewis也批評出價太低。

## 海外業務
隨著本港電力業務日趨飽和，港燈近年主力發展香港以外的能源市場。港燈集團於1997年成立全資附屬公司港燈國際有限公司（港燈國際），負責集團之國際投資業務。在2000年1月，港燈國際與長江基建集團有限公司（長江基建）在澳洲成功聯手購入為期200年的 Electricity Trust of South Australia（ETSA）配電業務經營權，而ETSA更是南澳洲唯一的配電商。同年9月，港燈國際及長建收購了澳洲維多利亞省最大的配電商 Powercor Australia Limited（Powercor）完成收購ETSA及Powercor 後，港燈國際及長建成為澳洲最大的配電商。在2002年7月，港燈國際及長建更成功收購為墨爾本市及其週邊郊區提供電力的 Citipower。
港燈國際在2005年6月收購了英國其中一個配氣網 Northern Gas Networks Limited，現時持有41.29%股權。在加拿大，港燈國際擁有Stanley Power Inc. 的50%股權。Stanley Power Inc. 擁有六個位於加拿大的發電廠部份股權。 
港燈國際亦在泰國 Ratchaburi 籌建了一間有2台700兆瓦燃氣機組的電廠，該項目是以泰國發電局所倡議的獨立發電商模式發展和運行，總投資額約為9億美元，並於2008年投產。 
港燈國際在2008年7月購入新西蘭惠靈頓的配電商Wellington Electricity Network50%股權。 
在中国內地，港燈國際收購了3間位於廣東省和吉林省電廠的45%股權。為港燈增添了1260兆瓦的權益裝機容量。另外，港燈國際亦正在開發兩個分別位於大理和樂亭的風電場，裝機容量分別為48兆瓦及49.5兆瓦。

## 股息
在2017年，2017年1月16日和2017年7月20日分別宣佈派發特別股息5元和7.5元。再者，2018年3月16日宣佈派發特別股息6元。一般而言，電能實業每年派發股息總數約為2.8港元。

## 外部連結
- 電能實業有限公司網站